# Frans van Zoest
Frans van Zoest (Den Haag, 28 mei 1984), beter bekend onder zijn artiestennaam Spike, is songwriter, gitarist en tweede zanger van de Nederlandse rockband DI-RECT.
Van Zoest was daarnaast ook actief als DJ. Onder de naam DJ Spike trad hij aanvankelijk op in kleine clubs, maar later ook op grotere evenementen als het Dance4Life-evenement in het GelreDome eind 2004. Dit deed hij veelal samen met DJ Jamie (Jamie Westland), die eveneens lid is van de band DI-RECT.
In 2004 was Van Zoest te horen als gastmuzikant van de Nederlandse rapgroep ADHD. Samen met de groep bracht hij de single Beng Je Hoofd uit.
In 2014 trad Van Zoest op als coach in het RTL-programma Tourette on Tour, waarin zes jonge mensen met Gilles de la Tourette en muzikaal talent werden klaargestoomd voor een concert voor groot publiek.
In december 2014 won Van Zoest als dirigent de gouden baton in het AVROTROS-programma Maestro  met onder andere een uitvoering van Land of Hope and Glory,  een werk van Edward Elgar. Dit wordt ook uitgevoerd in de Last Night of the Proms. 
De prijs omvatte ook een optreden als dirigent tijdens het Nieuwjaarsconcert in het Koninklijk Concertgebouw in Amsterdam. De verzilvering van deze prijs - met de gouden baton - vond plaats op 2 januari 2015 met de uitvoering van het lied Brabant, gezongen door Guus Meeuwis.

## The Deaf
In 2007 richtte Van Zoest de garage-rockband The Deaf op, een door de jaren-zestigbeat geïnspireerde garage-rockband bestaande uit Van Zoest, toetsenist Mau, bassiste Janneke Nijhuijs (Miss Fuzz) en drummer Kit Carrera. The Deaf toerde in 2009 samen met The Spades, Furry 161, Ottoboy en dj Dikke Dennis tijdens de 2009 Rock & Roll Revue.

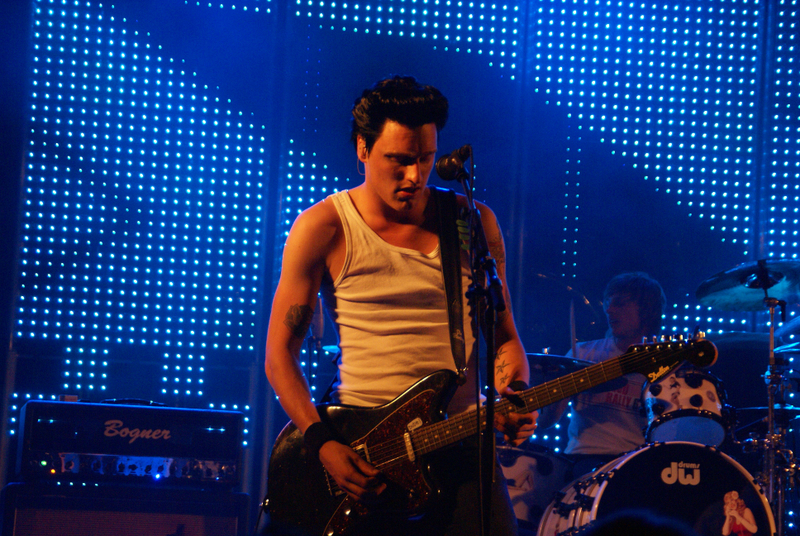
"Spike" live op de Pinksterparty.

## Televisie
Sinds 2022 is Frans van Zoest als Spike verantwoordelijk voor het jureren van de tributebands in het SBS6-programma The Tribute: Battle of the Bands.

## Privé
Van Zoest is samen met Bella Hay, de dochter van rockmuzikant Barry Hay. Het stel heeft samen twee kinderen.